# ستويكا كراستيفا
ستويكا كراستيفا (مواليد 18 سبتمبر 1985) هي ملاكمة بلغارية فازت بالميدالية الذهبية في وزن الذبابة في أولمبياد 2020.